# Inshallah
|  | For dokumentarfilmen fra 2005 se InshAllah (film) |
Inshallah er et udtryk, der betyder "Om Gud vil". Det er oprindelig et arabisk udtryk, som traditionelt bruges af muslimer for at udtrykke et håb, et ønske eller en forventning. Det har bredt sig fra indvandrere i Danmark via ungdomskulturen til almindelig dansk dagligsprog, eksempelvis i udsagn som "Vi aftaler, at vi skal arbejde sammen, når hun er klar til det. Inshallah" eller "Vent og  se. Vi får et jordskredsvalg, inshallah". I marts 2025 blev udtrykket optaget i Den Danske Ordbog.

## Etymologi
Ordet kommer fra arabisk in-sha-Allah, der betyder om Gud vil. I arabisktalende lande er det et dagligdags udtryk i forbindelse med samtaler om forventede og ønskede hændelser. Udtrykket er tidligere blevet nævnt som eksempel på såkaldt perkerdansk, også kaldet araberslang eller "ghettodansk", dvs. en sprogbrug, der bruges i nogle ungdomskulturer, også af unge med dansk baggrund som en del af en særlig ungdomsattitude.